# Campeonato Cearense de Futebol de 2023 - Série C
O Campeonato Cearense de Futebol - Terceira Divisão de 2023 foi a 20ª edição do torneio, organizado pela Federação Cearense de Futebol. A competição premiou os clubes com duas vagas para a Segunda Divisão de 2024. Ao todo, 5 equipes disputaram a competição.

## Regulamento
O Campeonato será disputado em duas fases: Primeira Fase e Final.
Na Primeira Fase, os cinco clubes jogarão entre si em turno e returno onde os dois melhores colocados avançarão para a Fase Final. Em caso de empate em pontos ganhos entre dois ou mais clubes ao final da Primeira Fase, o desempate, para efeito de classificação, será efetuado observando-se os critérios abaixo:
1. maior número de vitórias;
2. melhor saldo de gols;
3. maior número de gols pró;
4. menor número de cartões vermelhos;
5. menor número de cartões amarelos;
6. sorteio.

A Final será disputada em partida única com o seguinte confronto:
- 1º colocado x 2º colocado.

O clube vencedor da Fase Final será atribuído o título de Campeão Cearense da Série C de 2023. Ao clube perdedor da fase final será atribuído o título de Vice-campeão Cearense da Série C de 2023.
Os clubes classificados a final obterão acesso ao Campeonato Cearense da Série B 2024.

## Participantes
| Calouros do Ar Futebol Clube                                                                                         | Fortaleza         | n/a           | João Ronaldo (3 330) | 0 (não possui) |
| Cariri Football Club                                                                                                 | Juazeiro do Norte | 9º (Série B)  | Mirandão (10.000)    | 0 (não possui) |
| Esporte Clube Limoeiro                                                                                               | Limoeiro do Norte | 8°            | Bandeirão (5.000)    | 0 (não possui) |
| Maranguape Futebol Clube                                                                                             | Maranguape        | 10º (Série B) | Moraisão (5.000)     | 0 (não possui) |
| Sociedade Esportiva e Cultural Terra e Mar Clube                                                                     | Fortaleza         | 5º            | Elzir Cabral (4 000) | 0 (não possui) |
| Fortaleza Cariri Esporte Limoeiro Maranguape Fortaleza: Calouros do Ar Terra e MarLocalização das equipes do estado. |                   |               |                      |                |

## Primeira fase
| Pos | Equipe           | Pts | J | V | E | D | GP | GC | SG  | Classificado                              |     | MAR | CAR | CAL | TEM | ECL |
| --- | ---------------- | --- | - | - | - | - | -- | -- | --- | ----------------------------------------- | --- | --- | --- | --- | --- | --- |
| 1   | Maranguape       | 19  | 8 | 6 | 1 | 1 | 18 | 3  | +15 | Finalistas e promovidos a Série B de 2024 |     | —   | 0–2 | 6–0 | 5–0 | 2–0 |
| 2   | Cariri           | 18  | 8 | 6 | 0 | 2 | 16 | 4  | +12 | Finalistas e promovidos a Série B de 2024 |     | 0–1 | —   | 0–1 | 2–0 | 4–1 |
| 3   | Calouros do Ar   | 15  | 8 | 5 | 0 | 3 | 15 | 10 | +5  |                                           |     | 0–2 | 0–2 | —   | 1–0 | 5–0 |
| 4   | Terra e Mar      | 4   | 8 | 1 | 1 | 6 | 3  | 20 | −17 |                                           | 1–2 | 0–4 | 0–6 | —   | 0–0 |     |
| 5   | Esporte Limoeiro | 2   | 8 | 0 | 2 | 6 | 2  | 17 | −15 |                                           | 0–0 | 1–2 | 0–2 | 0–2 | —   |     |

## Fase final
| 12 de agosto | Maranguape    | 1 − 0  | Cariri | Maranguape        |  |
| 15:00        | Guilherme 45' | Súmula |        | Estádio: Moraisão |  |

## Premiação
| Campeão Cearense Série C de 2023 |
| -------------------------------- |
| Maranguape Campeão (1.º título)  |